# Tokodeskanje
Tokodeskanje ali flowriding (angl. flow, tok + ride, jezditi) je ena izmed različic deskanja.
Pri tokodeskanju se jezdi na umetno ustvarjenem valu. Tako imenovani "slojni val" je oblika stoječega vala, ki oponaša naravne valove tako, da model vala s pomočjo močnih črpalk po celotni širini oblivajo s približno 8cm debelim vodnim curkom hitrosti med 30 km/h in 50 km/h.
Šport se večinoma deli glede na desko, ki se pri izvajanju trikov uporablja: tokodeska in plovka.
Za tekmovalno raven sta uveljavljeni dve progi:
- WhiteWater West - Double FlowRider
- Wave Loch - FlowBarrel